# Malaucène
Malaucène é uma comuna francesa na região administrativa da Provença-Alpes-Costa Azul, no departamento de Vaucluse. Estende-se por uma área de 45.33 km². Em 2010 a comuna tinha 2 895 habitantes (densidade: 63,9 hab./km²).